# Список призёров зимних Олимпийских игр 1924

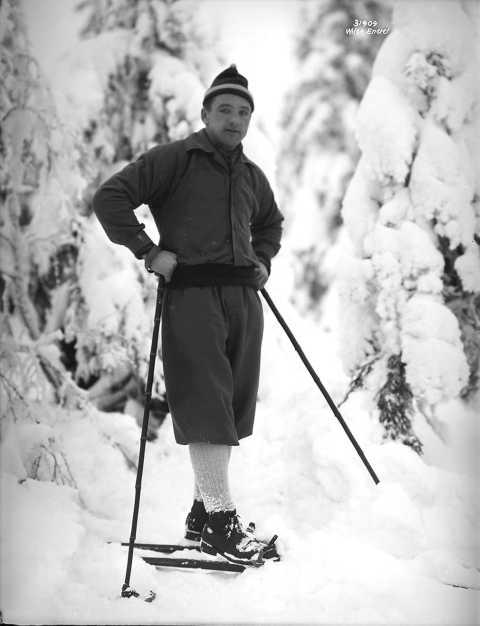
Первый олимпийский чемпион по прыжкам на лыжах с трамплина Якоб Туллин Тамс из Норвегии

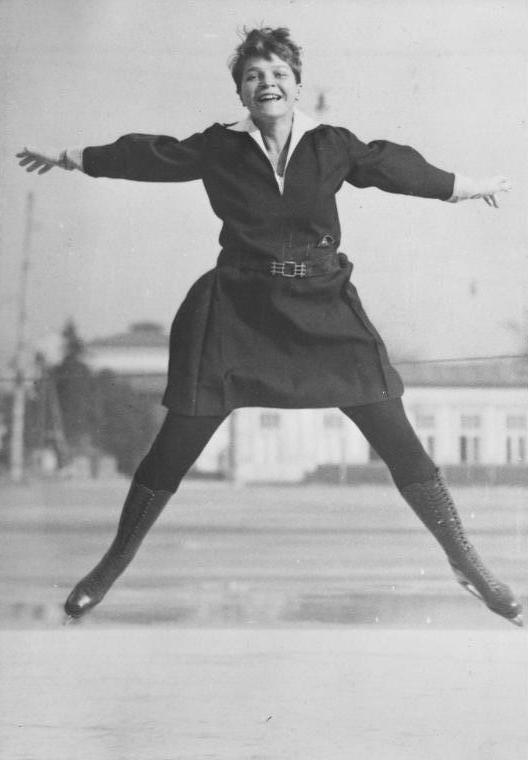
Первая олимпийская чемпионка по фигурному катанию Херма Сабо из Австрии

Ниже представлен список всех призёров зимних Олимпийских игр 1924 года, проходивших во французском Шамони с 25 января по 5 февраля 1924 года. Всего в соревнованиях приняли участие 258 спортсменов — 247 мужчин и 11 женщин, представлявшие 16 стран (Национальных комитетов). Было разыграно 16 комплектов наград по 7 олимпийским видам спорта.
Призёрами игр в Шамони стали 104 спортсменов из 10 стран.

## Бобслей
| Дисциплина | Золото                                                                    | Серебро                                                                         | Бронза                                                                                     |
| Четвёрки   | Швейцария · Эдуард Шеррер · Альфред Неве · Альфред Шлаппи · Генрих Шлаппи | Великобритания · Ральф Брум · Томас Арнольд · Александер Ричардсон · Родни Соер | Бельгия · Шарль Мюлдер · Рене Мортье · Поль ван ден Брок · Виктор Версхорен · Анри Вильямс |

## Соревнования военных патрулей
| Дисциплина | Золото                                                                        | Серебро                                                                            | Бронза                                                                    |
| Мужчины    | Швейцария · Дени Воше · Антуан Жюльен · Альфонс Жюльен · Адольф Ауфденблаттен | Финляндия · Вяйнё Бремер · Август Эскелинен · Хейкки Хирвонен · Мартти Лаппалайнен | Франция · Камиль Мандрийон · Жорж Берте · Морис Мандрийон · Андре Вандель |

## Кёрлинг
| Дисциплина | Золото | Серебро | Бронза                                                               |
| Мужчины    | Великобритания: - Джон Робертсон-Айкман - Уильям Джексон - Робин Уолш - Томас Мюррей - Лоуренс Джексон - Джон Маклеод - Уильям Браун - Д. Дж. Эстли | Швеция I: - Йохан Петтер Ален - Карл-Аксель Петерсон - Карл Эрик Вальберг Швеция II - Карл Вильгельм Петерсон - Туре Эдлунд - Виктор Веттерстрём - Эрик Северин | Франция: - Анри Курнолле - Пьер Канивье - Арман Бенедик - Жорж Андре |

## Конькобежный спорт

#### Мужчины
| Дисциплина    | Золото               | Серебро             | Бронза              |
| 500 метров    | Чарльз Джотроу (USA) | Оскар Ольсен (NOR)  | Роальд Ларсен (NOR) |
| 500 метров    | Чарльз Джотроу (USA) | Оскар Ольсен (NOR)  | Клас Тунберг (FIN)  |
| 1500 метров   | Клас Тунберг (FIN)   | Роальд Ларсен (NOR) | Сигурд Моен (NOR)   |
| 5000 метров   | Клас Тунберг (FIN)   | Юли Скутнабб (FIN)  | Роальд Ларсен (NOR) |
| 10 000 метров | Юли Скутнабб (FIN)   | Клас Тунберг (FIN)  | Роальд Ларсен (NOR) |
| комбинация    | Клас Тунберг (FIN)   | Роальд Ларсен (NOR) | Юли Скутнабб (FIN)  |

## Лыжное двоеборье
| Дисциплина | Золото                | Серебро                    | Бронза                        |
| Мужчины    | Торлейф Хёуг Норвегия | Торальф Стрёмстад Норвегия | Йохан Грёттумсбротен Норвегия |

## Лыжные гонки
| Дисциплина                                            | Золото                | Серебро                       | Бронза                        |
| Лыжные гонки на зимних Олимпийских играх 1924 — 18 км | Торлейф Хёуг Норвегия | Йохан Грёттумсбротен Норвегия | Тапани Нику Финляндия         |
| Лыжные гонки на зимних Олимпийских играх 1924 — 50 км | Торлейф Хёуг Норвегия | Торальф Стрёмстад Норвегия    | Йохан Грёттумсбротен Норвегия |

## Прыжки на лыжах с трамплина
| Дисциплина | Золото                    | Серебро              | Бронза            |
| Мужчины    | Якоб Туллин Тамс Норвегия | Нарве Бонна Норвегия | Андерс Хауген США |

## Фигурное катание
| Дисциплина                | Золото                                    | Серебро                                        | Бронза                          |
| Мужское одиночное катание | Гиллис Графстрём Швеция                   | Вилли Бёкль Австрия                            | Георг Гаутчи Швейцария          |
| Женское одиночное катание | Херма Планк-Сабо Австрия                  | Беатрикс Логран США                            | Этель Макелт Великобритания     |
| Парное катание            | Хелен Энгельманн / Альфред Бергер Австрия | Людовика Якобссон / Вальтер Якобссон Финляндия | Андре Жоли / Пьер Брюне Франция |

## Хоккей
| Дисциплина      | Золото | Серебро | Бронза |
| Хоккей с шайбой | Канада · Джон Кэмерон · Эрнест Коллет · Берт Маккеффри · Харолд Макманн · Дункан Манро · Уильям-Бэтти Рэмзи · Сирил Слейтер · Реджиналд Смит · Гарри Уотсон | США · Джастин Маккарти · Херберт Друри · Альфонс Лакруа · Джон Лэнгли · Джон Лайонз · Уильярд Райс · Ирвинг Смолл · Фрэнсис Синнотт | Великобритания · Уильям Андерсон · Лорне Кэрр-Харрис · Колин Кэрратерс · Эрик Кэрратерс · Гай Кларксон · Росс Катберт · Джордж Холмс · Хэмилтон Джукс · Эдвард Питбладо · Блейн Секстон |

## Лидеры по медалям

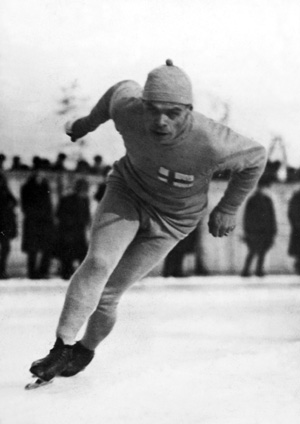
Клас Тунберг на Играх в Шамони

На зимних играх в Шамони 6 спортсменам удалось завоевать более, чем одну медаль. Лидером по общему числу завоёванных наград на этой Олимпиаде c пятью медалями стал финский конькобежец Клас Тунберг. Он завоевал золотые медали на дистанциях 1500 метров, 5000 метров и в комбинации. Также Тунберг получил серебряную медаль на дистанции 10000 метров и бронзу на 500 метров.
Ниже в таблице представлены спортсмены, завоевавшие более одной медалей. По умолчанию таблица отсортирована по убыванию количества золотых медалей. Для сортировки по другому признаку необходимо нажать  рядом с названием столбца.
| Спортсмен            | Страна    | Дисциплина         | Золото | Серебро | Бронза | Всего |
| -------------------- | --------- | ------------------ | ------ | ------- | ------ | ----- |
| Клас Тунберг         | Финляндия | Конькобежный спорт | 3      | 1       | 1      | 5     |
| Торлейф Хёуг         | Норвегия  | Лыжные гонки       | 3      | 0       | 0      | 3     |
| Юлиус Скутнабб       | Финляндия | Конькобежный спорт | 1      | 1       | 1      | 3     |
| Роальд Ларсен        | Норвегия  | Конькобежный спорт | 0      | 2       | 2      | 5     |
| Торальф Стрёмстад    | Норвегия  | Лыжные гонки       | 0      | 2       | 0      | 2     |
| Йохан Грёттумсбротен | Норвегия  | Лыжные гонки       | 0      | 1       | 2      | 3     |